# Кас Лејк (Минесота)
Кас Лејк (енгл. Cass Lake) град је у америчкој савезној држави Минесота.

## Демографија
По попису из 2010. године број становника је 770, што је 90 (-10,5%) становника мање него 2000. године.
| Група             | 2000.       | 2010.       |
| Белци             | 255 (29,7%) | 186 (24,2%) |
| Афроамериканци    | 0 (0,0%)    | 2 (0,3%)    |
| Азијати           | 0 (0,0%)    | 6 (0,8%)    |
| Хиспаноамериканци | 15 (1,7%)   | 17 (2,2%)   |
| Укупно            | 860         | 770         |